# Bruno Moraes
Pour les articles homonymes, voir dos Santos et Moraes.
Bruno dos Santos Moraes, plus couramment appelé Bruno Moraes, né le 7 juillet 1984 à Santos au Brésil, est un footballeur brésilien, qui évolue au poste d'attaquant.
Son frère cadet, Júnior Moraes, est aussi un footballeur professionnel.

## Biographie
Bruno Moraes dispute 8 matchs en Ligue des champions, pour un but inscrit, et un match en Ligue Europa. Il inscrit son seul but en Ligue des champions le 1er novembre 2006, lors d'un match contre Hambourg SV comptant pour la phase de groupe de cette compétition.

## Palmarès
- Avec le FC Porto
  - Vainqueur de la Ligue des champions en 2004
  - Champion du Portugal en 2004 et 2007

- Avec le Vitória Setúbal
  - Vainqueur de la Coupe du Portugal en 2005